# Armstrong Whitworth
Sir W. G. Armstrong Whitworth & Co Ltd, britanska tvornica zrakoplova sa sjedištem u Bagintonu kod Coventryija, osnovao ju je 1847. William George Armstrong, a od 1921. godine djeluje pod imenom Armstrong Whitworth, dok je od 1935. u sastavu Avro Whitwort Division koncerna Hawker Siddeley Group.

## Povijest
Među prvima počela je proizvoditi zrakoplove metalne konstrukcije, kada se počeo primjenjivati i visoko-otporni čelik. Osim vojnih zrakoplova Siskin i Atlas, do 1939. proizvela je više serija civilnih zrakoplova klase Argosy, Atalanta i Ensign, paralelno radeći i na vojnim serijama Whitley i Albemarle. 
Whitley, prvi teški bombarder, 1942. povučen je iz proizvodnje, a sve do završetka Drugog svjetskog rata služio je kao trenažni bombarder i kao zrakoplov za tegljenje jedrilica. Albemarle je prvi britanski borbeni zrakoplov sa stajnim trapom u vidu tricikla. Prvobitno konstruiran kao laki bombarder, pretvoren je u trenažni bombarder, zatim u zrakoplov za tegljenje jedrilica i u konačnici u transportni zrakoplov. Kao nosač padobranaca i tegljač jedrilica, upotrebljavan je i pri iskrcavanju na Siciliji i u Normandiji.
Poslijeratna proizvodnja Armstrong Whitwortha usmjerena je na razvoj vojnih i civilnih zrakoplova standardnih i specijalnih konstrukcija. Od ovih drugih bili su AW. 52 — leteće krilo na mlazni pogon, AW. 52G — leteće krilo jedrilica i AW. 55 Apollo — zrakoplov za civilni promet. Od 1949. tvornica proizvodi noćne lovce dvosjede Meteor, od 1951. lovce dvosjede Gloster GA. 5 Javelin, od 1953. lovce Hawker Sea Hawk, zatim transportne Whitworth Gloster AW 650 Argosy (1959.) i Whitworth Gloster AW 660 Argosy (1961.).
Tijekom 1961. Armstrong Whitworth se spaja s Gloster Aircraft Ltd. u Whitworth Gloster Aircraft, a 1963. sjedinjuje s ostalim pogonima Hawker Siddeley Group i gubi ime Armstrong Whitworth.